# 20e étape du Tour d'Italie 2019
Pour un article plus général, voir Tour d'Italie 2019.
La 20e étape du Tour d'Italie 2019 se déroule le samedi 1er juin 2019, entre Feltre et Croce d'Aune, sur une distance de 193 km.

## Parcours
L'étape se déroule dans les Dolomites, avec une succession de cinq ascensions séparées par des sections de plat. Après avoir franchi la Cima Campo (18 km), les coureurs descendent jusqu’à Scurelle et partent dans l’ascension du passo Manghen, la Cima Coppi de cette édition (24 kilomètres et près de 2.000 m de dénivelé positif). Une descente rapide et roulante mène à Predazzo où débutera le passo Rolle (20 km), avant la montée finale du Croce d’Aune-Monte Avena avec une pente à plus de 10 % dans les 6 derniers kilomètres du Croce d’Aune, avec un maximum de 16 %. Après une courte descente au sommet, la route se redresse à nouveau pour les 7 derniers kilomètres, avec une pente moyenne de 7,4 % et un maximum de 10 %. Les lacets se succèdent jusqu'à 150 mètres de l’arrivée avant d’entrer dans la dernière ligne droite.

## Déroulement de la course
143 coureurs ont pris le départ de cette avant-dernière étape dont les premières minutes sont propices à de nombreuses attaques : Eddie Dunbar, Fausto Masnada et Andrey Amador ont tenté de s'échapper mais Jan Hirt a ramené le peloton. Ils sont 11 à l'avant à l'approche du sommet de la première ascension, parmi lesquels Peio Bilbao, Eddie Dunbar, Andrey Amador, Damiano Caruso, Fausto Masnada. Jai Hindley passe en tête au sommet alors qu'il y a une trentaine de coureurs dans le groupe maillot rose, pointé à 46 secondes dans la descente.
Dans les premières pentes du passo Manghen, Fausto Masnada s'isole à l'avant de la course alors que Bauke Mollema s'échappe du groupe maillot rose mais est repris et que son équipier Giulio Ciccone est lui sorti du peloton. Dans le groupe maillot rose, l'équipe Astana accélère et il ne reste alors plus que 13 coureurs.  Simon Yates est distancé mais il lui reste un équipier, Lucas Hamilton. C'est finalement Miguel Ángel López qui attaque, suivi par Richard Carapaz et Mikel Landa, alors que Vincenzo Nibali, Primož Roglič et Pavel Sivakov sont distancés. Les Movistar et Astana retrouvent des équipiers à l'avant. Masnada passe la Cima Coppi en tête et dans la descente, les principaux favoris rentrent sur le maillot rose puis sur Masnada. Différents coureurs tentent successivement de partir dans une portion montante avant la vallée qui mène à l'ascension du passo Rolle, ce qui profite à Mikel Nieve, Peio Bilbao, Amanuel Gebrezgabihier, Tanel Kangert et Eddie Dunbar qui s'échappent, tandis que Madouas, Ciccone et Capecchi sont en contre. Dunbar passe en tête au sprint intermédiaire.
Les hommes de tête abordent la montée du passo Rolle, Capecchi a été distancé du groupe de poursuite alors que Madouas et Ciccone rejoignent le groupe de tête. L'écart entre les deux groupes est de 3' et Capecchi parvient finalement à faire la jonction. Ciccone passe en première position au sommet. Le peloton passe avec 2'36 au sommet. Dans la descente, les échappés creusent l'écart, qui monte à 3'30 puis redescend à 2'30 à l'approche de l'ascension suivante.
Dans l'avant-dernière ascension du jour, Ciccone relance l'allure mais le premier à attaquer est Madouas, qui arrive à prendre 20" d'avance sur ses anciens partenaires. Amador fait le travail pour Movistar à l'arrière et López attaque, suivi seulement par les principaux favoris. Pozzovivo prend la tête du groupe et López attaque à nouveau et distance Zakarin. Les autres favoris suivent et Mikel Landa contre et parvient à créer un petit écart. Madouas bascule au sommet avec 18" d'avance sur les autres échappés, 43" sur Landa et 57" sur le groupe maillot rose. Dans la descente, Rafał Majka chute et repart dans le groupe de Yates. Nibali fait la descente, suivi par Carapaz et López, Roglič a un peu de mal à suivre l'allure. Dans la dernière montée, Nibali attaque et seuls les deux coureurs de Movistar peuvent le suivre alors que López a été mis à terre par un spectateur et perd du temps. Il repart après avoir frappé le spectateur en question. Le groupe maillot rose revient en tête de course alors que Carapaz tente de creuser l'écart avec Roglič pour faire monter Landa sur le podium. Nibali essaye de ressortir mais est tout de suite rattrapé. Dans le dernier kilomètre, Carapaz fait le travail en tête de groupe et lance le sprint pour Landa mais ce dernier est débordé par Bilbao qui remporte l'étape. Ciccone prend la 3e place juste devant Carapaz et Nibali. Primož Roglič concède 55" et López perd environ 2'. À une étape de la fin, Carapaz a toujours le maillot rose sur les épaules et son équipier Landa est troisième.

## Résultats

### Classement de l'étape
| \| Classement de l'étape \| Classement de l'étape \| Classement de l'étape \| Classement de l'étape \| Classement de l'étape \| \| Coureur \| Coureur \| Pays \| Équipe \| Temps \| \| --------------------- \| --------------------- \| --------------------- \| --------------------- \| --------------------- \| \| 1er \| Pello Bilbao \| Espagne \| Astana \| 5 h 46 min 02 s \| \| 2e \| Mikel Landa \| Espagne \| Movistar Team \| + 0 s \| \| 3e \| Giulio Ciccone \| Italie \| Trek-Segafredo \| + 2 s \| \| 4e \| Richard Carapaz \| Équateur \| Movistar Team \| + 4 s \| \| 5e \| Vincenzo Nibali \| Italie \| Bahrain-Merida \| + 4 s \| \| 6e \| Tanel Kangert \| Estonie \| EF Education First \| + 15 s \| \| 7e \| Mikel Nieve \| Espagne \| Mitchelton-Scott \| + 15 s \| \| 8e \| Valentin Madouas \| France \| Groupama-FDJ \| + 25 s \| \| 9e \| Rafał Majka \| Pologne \| Bora-Hansgrohe \| + 44 s \| \| 10e \| Domenico Pozzovivo \| Italie \| Bahrain-Merida \| + 44 s \| |                    |          |                    |                 |
| |                    |          |                    |                 |
| Source : ProCyclingStats |                    |          |                    |                 |
| Classement de l'étape |                    |          |                    |                 |
| Coureur | Coureur            | Pays     | Équipe             | Temps           |
| 1er | Pello Bilbao       | Espagne  | Astana             | 5 h 46 min 02 s |
| 2e | Mikel Landa        | Espagne  | Movistar Team      | + 0 s           |
| 3e | Giulio Ciccone     | Italie   | Trek-Segafredo     | + 2 s           |
| 4e | Richard Carapaz    | Équateur | Movistar Team      | + 4 s           |
| 5e | Vincenzo Nibali    | Italie   | Bahrain-Merida     | + 4 s           |
| 6e | Tanel Kangert      | Estonie  | EF Education First | + 15 s          |
| 7e | Mikel Nieve        | Espagne  | Mitchelton-Scott   | + 15 s          |
| 8e | Valentin Madouas   | France   | Groupama-FDJ       | + 25 s          |
| 9e | Rafał Majka        | Pologne  | Bora-Hansgrohe     | + 44 s          |
| 10e | Domenico Pozzovivo | Italie   | Bahrain-Merida     | + 44 s          |

## Classements à l'issue de l'étape

### Classement général
| \| Classement général \| Classement général \| Classement général \| Classement général \| Classement général \| \| Coureur \| Coureur \| Pays \| Équipe \| Temps \| \| ------------------ \| ------------------ \| ------------------ \| ------------------ \| ------------------ \| \| 1er \| Richard Carapaz \| Équateur \| Movistar Team \| 89 h 38 min 28 s \| \| 2e \| Vincenzo Nibali \| Italie \| Bahrain-Merida \| + 1 min 54 s \| \| 3e \| Mikel Landa \| Espagne \| Movistar Team \| + 2 min 53 s \| \| 4e \| Primož Roglič \| Slovénie \| Team Jumbo-Visma \| + 3 min 16 s \| \| 5e \| Bauke Mollema \| Pays-Bas \| Trek-Segafredo \| + 5 min 51 s \| \| 6e \| Miguel Ángel López \| Colombie \| Astana \| + 7 min 18 s \| \| 7e \| Rafał Majka \| Pologne \| Bora-Hansgrohe \| + 7 min 28 s \| \| 8e \| Simon Yates \| Royaume-Uni \| Mitchelton-Scott \| + 8 min 01 s \| \| 9e \| Pavel Sivakov \| Russie \| Team Ineos \| + 9 min 11 s \| \| 10e \| Ilnur Zakarin \| Russie \| Katusha-Alpecin \| + 12 min 50 s \| |                    |             |                  |                  |
| |                    |             |                  |                  |
| Source : ProCyclingStats |                    |             |                  |                  |
| Classement général |                    |             |                  |                  |
| Coureur | Coureur            | Pays        | Équipe           | Temps            |
| 1er | Richard Carapaz    | Équateur    | Movistar Team    | 89 h 38 min 28 s |
| 2e | Vincenzo Nibali    | Italie      | Bahrain-Merida   | + 1 min 54 s     |
| 3e | Mikel Landa        | Espagne     | Movistar Team    | + 2 min 53 s     |
| 4e | Primož Roglič      | Slovénie    | Team Jumbo-Visma | + 3 min 16 s     |
| 5e | Bauke Mollema      | Pays-Bas    | Trek-Segafredo   | + 5 min 51 s     |
| 6e | Miguel Ángel López | Colombie    | Astana           | + 7 min 18 s     |
| 7e | Rafał Majka        | Pologne     | Bora-Hansgrohe   | + 7 min 28 s     |
| 8e | Simon Yates        | Royaume-Uni | Mitchelton-Scott | + 8 min 01 s     |
| 9e | Pavel Sivakov      | Russie      | Team Ineos       | + 9 min 11 s     |
| 10e | Ilnur Zakarin      | Russie      | Katusha-Alpecin  | + 12 min 50 s    |

| Classement par points | Classement par points | Classement par points | Classement par points       | Classement par points |
| Coureur               | Coureur               | Pays                  | Équipe                      | Points                |
| --------------------- | --------------------- | --------------------- | --------------------------- | --------------------- |
| 1er                   | Pascal Ackermann      | Allemagne             | Bora-Hansgrohe              | 226 pts               |
| 2e                    | Arnaud Démare         | France                | Groupama-FDJ                | 213 pts               |
| 3e                    | Damiano Cima          | Italie                | Nippo-Vini Fantini-Faizanè  | 104 pts               |
| 4e                    | Fausto Masnada        | Italie                | Androni Giocattoli-Sidermec | 93 pts                |
| 5e                    | Richard Carapaz       | Équateur              | Movistar Team               | 90 pts                |
| 6e                    | Davide Cimolai        | Italie                | Israel Cycling Academy      | 60 pts                |
| 7e                    | Mirco Maestri         | Italie                | Bardiani CSF                | 54 pts                |
| 8e                    | Primož Roglič         | Slovénie              | Team Jumbo-Visma            | 49 pts                |
| 9e                    | Vincenzo Nibali       | Italie                | Bahrain-Merida              | 49 pts                |
| 10e                   | Manuel Belletti       | Italie                | Androni Giocattoli-Sidermec | 45 pts                |

| Classement par points | Classement par points | Classement par points | Classement par points       | Classement par points |
| Coureur               | Coureur               | Pays                  | Équipe                      | Points                |
| --------------------- | --------------------- | --------------------- | --------------------------- | --------------------- |
| 1er                   | Pascal Ackermann      | Allemagne             | Bora-Hansgrohe              | 226 pts               |
| 2e                    | Arnaud Démare         | France                | Groupama-FDJ                | 213 pts               |
| 3e                    | Damiano Cima          | Italie                | Nippo-Vini Fantini-Faizanè  | 104 pts               |
| 4e                    | Fausto Masnada        | Italie                | Androni Giocattoli-Sidermec | 93 pts                |
| 5e                    | Richard Carapaz       | Équateur              | Movistar Team               | 90 pts                |
| 6e                    | Davide Cimolai        | Italie                | Israel Cycling Academy      | 60 pts                |
| 7e                    | Mirco Maestri         | Italie                | Bardiani CSF                | 54 pts                |
| 8e                    | Primož Roglič         | Slovénie              | Team Jumbo-Visma            | 49 pts                |
| 9e                    | Vincenzo Nibali       | Italie                | Bahrain-Merida              | 49 pts                |
| 10e                   | Manuel Belletti       | Italie                | Androni Giocattoli-Sidermec | 45 pts                |

| Classement de la montagne | Classement de la montagne | Classement de la montagne | Classement de la montagne   | Classement de la montagne |
| Coureur                   | Coureur                   | Pays                      | Équipe                      | Points                    |
| ------------------------- | ------------------------- | ------------------------- | --------------------------- | ------------------------- |
| 1er                       | Giulio Ciccone            | Italie                    | Trek-Segafredo              | 267 pts                   |
| 2e                        | Fausto Masnada            | Italie                    | Androni Giocattoli-Sidermec | 115 pts                   |
| 3e                        | Damiano Caruso            | Italie                    | Bahrain-Merida              | 84 pts                    |
| 4e                        | Richard Carapaz           | Équateur                  | Movistar Team               | 75 pts                    |
| 5e                        | Mikel Nieve               | Espagne                   | Mitchelton-Scott            | 68 pts                    |
| 6e                        | Ilnur Zakarin             | Russie                    | Katusha-Alpecin             | 54 pts                    |
| 7e                        | Mattia Cattaneo           | Italie                    | Androni Giocattoli-Sidermec | 53 pts                    |
| 8e                        | Pello Bilbao              | Espagne                   | Astana                      | 46 pts                    |
| 9e                        | Mikel Landa               | Espagne                   | Movistar Team               | 42 pts                    |
| 10e                       | Gianluca Brambilla        | Italie                    | Trek-Segafredo              | 40 pts                    |

| Classement de la montagne | Classement de la montagne | Classement de la montagne | Classement de la montagne   | Classement de la montagne |
| Coureur                   | Coureur                   | Pays                      | Équipe                      | Points                    |
| ------------------------- | ------------------------- | ------------------------- | --------------------------- | ------------------------- |
| 1er                       | Giulio Ciccone            | Italie                    | Trek-Segafredo              | 267 pts                   |
| 2e                        | Fausto Masnada            | Italie                    | Androni Giocattoli-Sidermec | 115 pts                   |
| 3e                        | Damiano Caruso            | Italie                    | Bahrain-Merida              | 84 pts                    |
| 4e                        | Richard Carapaz           | Équateur                  | Movistar Team               | 75 pts                    |
| 5e                        | Mikel Nieve               | Espagne                   | Mitchelton-Scott            | 68 pts                    |
| 6e                        | Ilnur Zakarin             | Russie                    | Katusha-Alpecin             | 54 pts                    |
| 7e                        | Mattia Cattaneo           | Italie                    | Androni Giocattoli-Sidermec | 53 pts                    |
| 8e                        | Pello Bilbao              | Espagne                   | Astana                      | 46 pts                    |
| 9e                        | Mikel Landa               | Espagne                   | Movistar Team               | 42 pts                    |
| 10e                       | Gianluca Brambilla        | Italie                    | Trek-Segafredo              | 40 pts                    |

| Classement du meilleur jeune | Classement du meilleur jeune | Classement du meilleur jeune | Classement du meilleur jeune | Classement du meilleur jeune |
| Coureur                      | Coureur                      | Pays                         | Équipe                       | Temps                        |
| ---------------------------- | ---------------------------- | ---------------------------- | ---------------------------- | ---------------------------- |
| 1er                          | Miguel Ángel López           | Colombie                     | Astana                       | 89 h 45 min 46 s             |
| 2e                           | Pavel Sivakov                | Russie                       | Team Ineos                   | + 1 min 53 s                 |
| 3e                           | Hugh Carthy                  | Royaume-Uni                  | EF Education First           | + 8 min 39 s                 |
| 4e                           | Valentin Madouas             | France                       | Groupama-FDJ                 | + 13 min 55 s                |
| 5e                           | Giulio Ciccone               | Italie                       | Trek-Segafredo               | + 19 min 02 s                |
| 6e                           | Eddie Dunbar                 | Irlande                      | Team Ineos                   | + 32 min 00 s                |
| 7e                           | Lucas Hamilton               | Australie                    | Mitchelton-Scott             | + 57 min 15 s                |
| 8e                           | Ben O'Connor                 | Australie                    | Dimension Data               | + 1 min 10 s                 |
| 9e                           | Chris Hamilton               | Australie                    | Team Sunweb                  | + 1 h 16 min 13 s            |
| 10e                          | Jai Hindley                  | Australie                    | Team Sunweb                  | + 1 h 20 min 45 s            |

| Classement du meilleur jeune | Classement du meilleur jeune | Classement du meilleur jeune | Classement du meilleur jeune | Classement du meilleur jeune |
| Coureur                      | Coureur                      | Pays                         | Équipe                       | Temps                        |
| ---------------------------- | ---------------------------- | ---------------------------- | ---------------------------- | ---------------------------- |
| 1er                          | Miguel Ángel López           | Colombie                     | Astana                       | 89 h 45 min 46 s             |
| 2e                           | Pavel Sivakov                | Russie                       | Team Ineos                   | + 1 min 53 s                 |
| 3e                           | Hugh Carthy                  | Royaume-Uni                  | EF Education First           | + 8 min 39 s                 |
| 4e                           | Valentin Madouas             | France                       | Groupama-FDJ                 | + 13 min 55 s                |
| 5e                           | Giulio Ciccone               | Italie                       | Trek-Segafredo               | + 19 min 02 s                |
| 6e                           | Eddie Dunbar                 | Irlande                      | Team Ineos                   | + 32 min 00 s                |
| 7e                           | Lucas Hamilton               | Australie                    | Mitchelton-Scott             | + 57 min 15 s                |
| 8e                           | Ben O'Connor                 | Australie                    | Dimension Data               | + 1 min 10 s                 |
| 9e                           | Chris Hamilton               | Australie                    | Team Sunweb                  | + 1 h 16 min 13 s            |
| 10e                          | Jai Hindley                  | Australie                    | Team Sunweb                  | + 1 h 20 min 45 s            |

| Classement par équipes | Classement par équipes      | Classement par équipes | Classement par équipes |
| Équipe                 | Équipe                      | Pays                   | Temps                  |
| ---------------------- | --------------------------- | ---------------------- | ---------------------- |
| 1re                    | Movistar Team               | Espagne                | 269 h 34 min 59 s      |
| 2e                     | Astana                      | Kazakhstan             | + 17 min 53 s          |
| 3e                     | Bahrain-Merida              | Bahreïn                | + 19 min 23 s          |
| 4e                     | EF Education First          | États-Unis             | + 24 min 15 s          |
| 5e                     | Mitchelton-Scott            | Australie              | + 31 min 35 s          |
| 6e                     | Ineos                       | Royaume-Uni            | + 34 min 37 s          |
| 7e                     | Trek-Segafredo              | États-Unis             | + 1 h 09 min 47 s      |
| 8e                     | Bora-hansgrohe              | Allemagne              | + 1 h 37 min 46 s      |
| 9e                     | Androni Giocattoli-Sidermec | Italie                 | + 1 h 37 min 46 s      |
| 10e                    | Team Jumbo-Visma            | Pays-Bas               | + 2 h 08 min 09 s      |

| Classement par équipes | Classement par équipes      | Classement par équipes | Classement par équipes |
| Équipe                 | Équipe                      | Pays                   | Temps                  |
| ---------------------- | --------------------------- | ---------------------- | ---------------------- |
| 1re                    | Movistar Team               | Espagne                | 269 h 34 min 59 s      |
| 2e                     | Astana                      | Kazakhstan             | + 17 min 53 s          |
| 3e                     | Bahrain-Merida              | Bahreïn                | + 19 min 23 s          |
| 4e                     | EF Education First          | États-Unis             | + 24 min 15 s          |
| 5e                     | Mitchelton-Scott            | Australie              | + 31 min 35 s          |
| 6e                     | Ineos                       | Royaume-Uni            | + 34 min 37 s          |
| 7e                     | Trek-Segafredo              | États-Unis             | + 1 h 09 min 47 s      |
| 8e                     | Bora-hansgrohe              | Allemagne              | + 1 h 37 min 46 s      |
| 9e                     | Androni Giocattoli-Sidermec | Italie                 | + 1 h 37 min 46 s      |
| 10e                    | Team Jumbo-Visma            | Pays-Bas               | + 2 h 08 min 09 s      |

## Abandons
- Florian Sénéchal (Deceuninck-Quick Step) : abandon